# Mauritánia
Mauritánia vagy hivatalosan Mauritániai Iszlám Köztársaság (arab: الجمهورية الإسلامية الموريتانية) állam Északnyugat-Afrikában. Nyugaton az Atlanti-óceán, északon és északnyugaton Nyugat-Szahara, északon Algéria, keleten Mali és délnyugaton Szenegál határolja. A területének zöme a Szaharában fekszik. Mintegy 5 milliós lakosságának nagy része az ország kicsit kedvezőbb éghajlatú, déli részén él, nagyjából egyharmada pedig a fővárosban, Nouakchottban összpontosul.
Kulturálisan és politikailag az arab világ része: az Arab Liga tagja, és az arab az egyetlen hivatalos nyelv. Gyarmati örökségét tükrözve az értelmiségiek a franciát széles körben beszélik, és lingua francaként szolgál. A hivatalos vallás az iszlám és szinte minden lakosa szunnita muszlim. A legkevésbé fejlett országok egyike.

## Etimológia
Nevének jelentése „maurik”, azaz a mauritániai berberek, más néven a mórok földje.
A mórok kifejezés itt nem összekeverendő az ibériai mórokkal.

## Földrajz

### Határai
Határainak hossza: 5002 km. Ebből Algériával 460 km, Malival 2236 km, Szenegállal 742 km, Nyugat-Szaharával 1564 km a közös határ hossza. Nyugati határát az Atlanti-óceán alkotja, ez 754 km hosszú.

### Domborzat

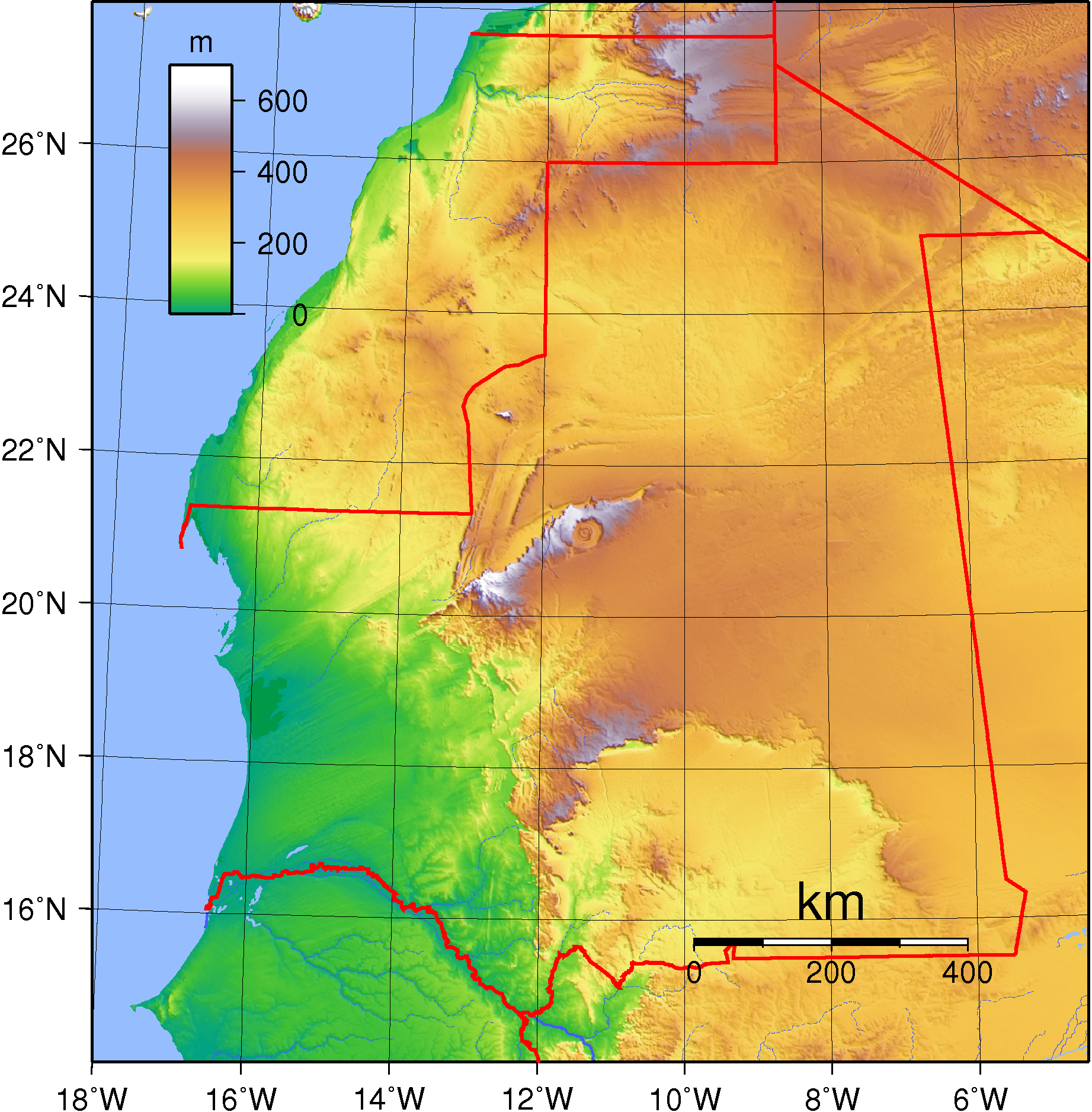
Mauritánia domborzati térképe

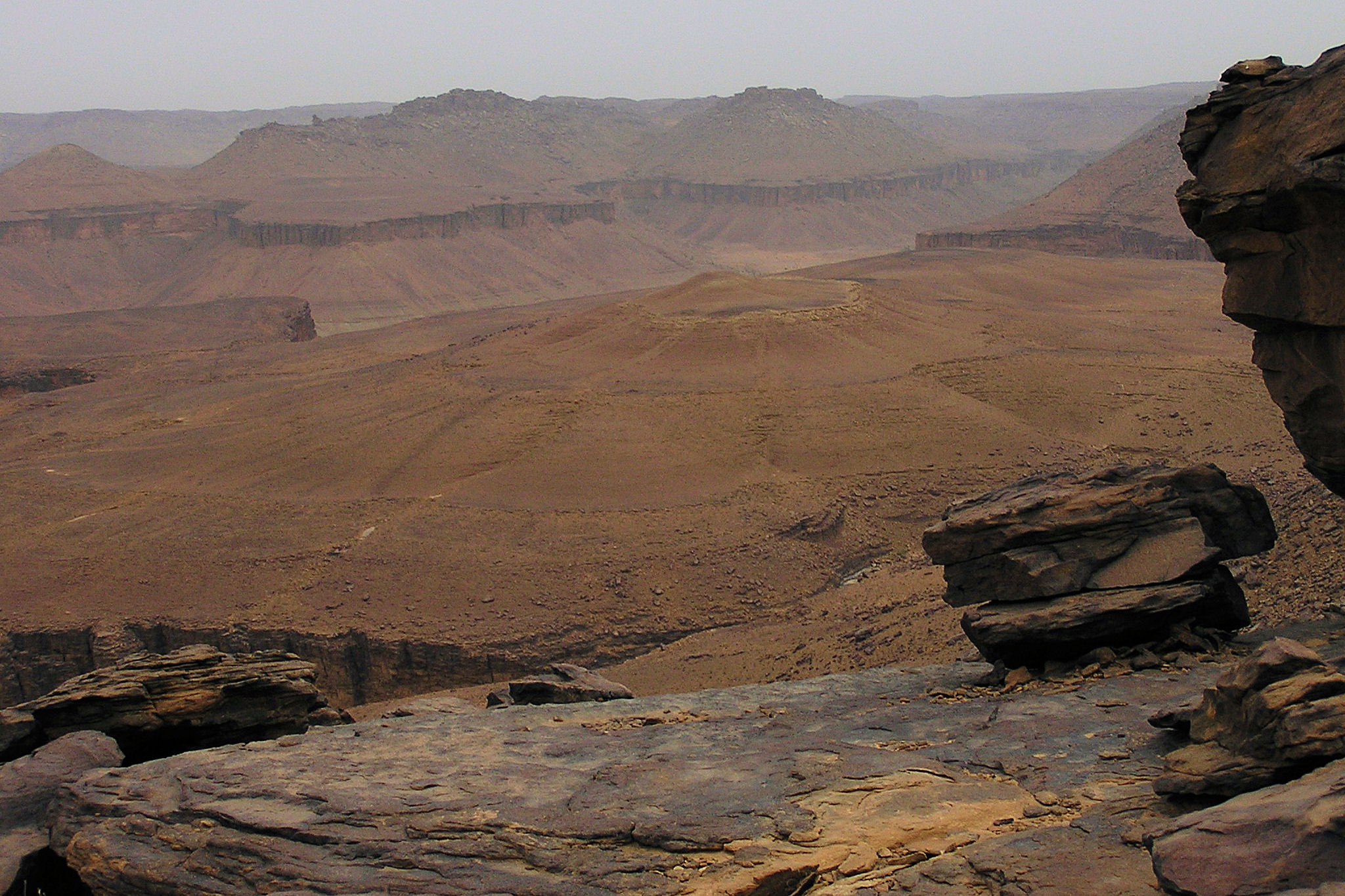
Kősivatag

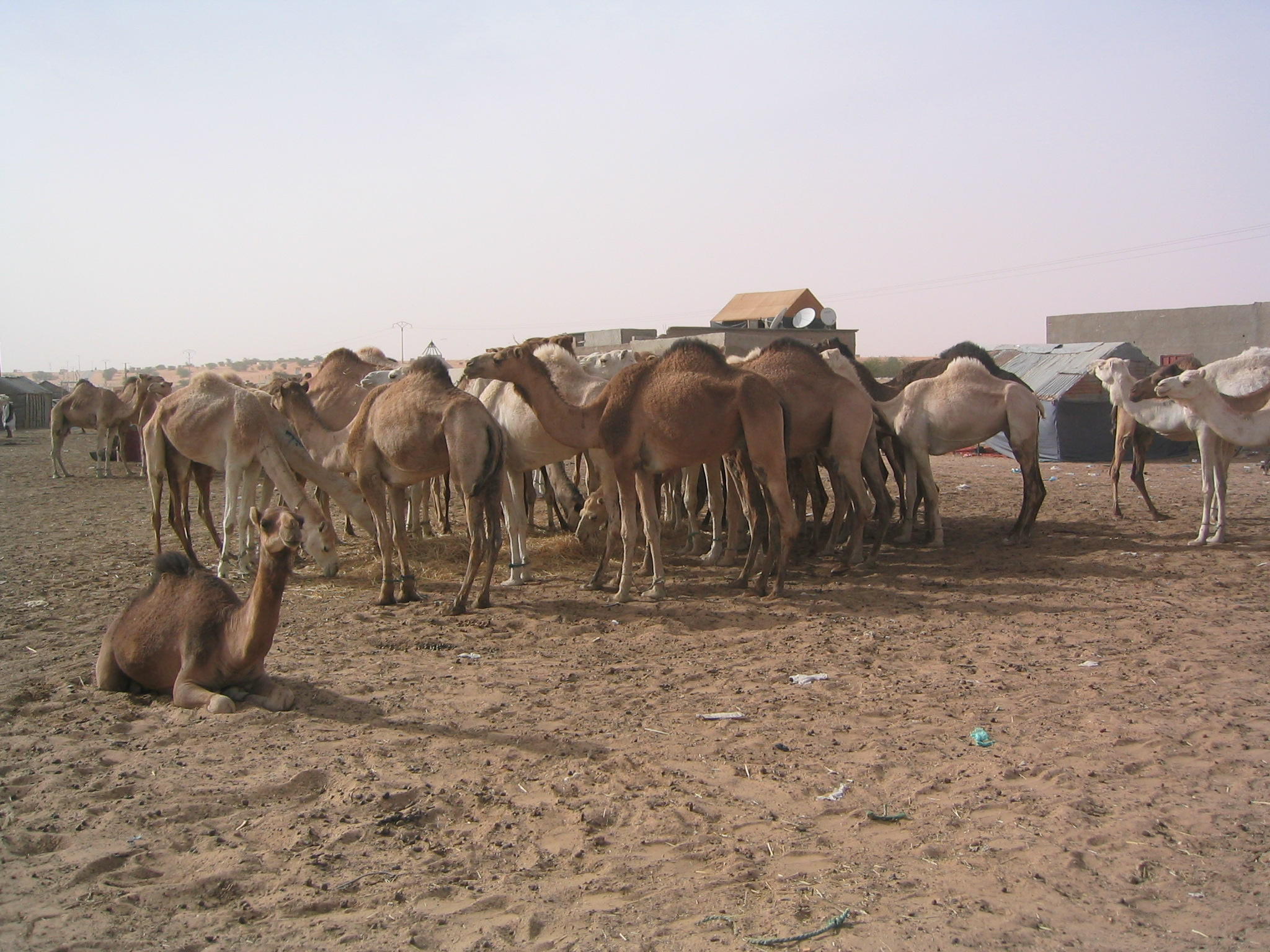
Dromedárok – a sivatag hajói

Mauritánia területe 1 030 700 km², ezzel a világ 30. legnagyobb országa. Magyarországnál tizenegyszer nagyobb területű.
Az ország területének zöme, keleten és északon a Szahara része. Középső részén az átlagos magasság 300–500 m között van. Itt található az Adrar, a Tagant és az Affollé homokkőmagaslat.
Északi részén terül el a legmagasabb hegye, a Kédia d'Idjil (915 m).
Az ország déli részét alacsony fennsík alkotja, amelynek egy részét száraz, gyér füvű területek borítják és időszakos vízfolyások tagolják. A fennsík legalább 2/3-a kavics- és homoksivatag.
A közel 900 km hosszú keskeny parti síkság csak délen szélesedik ki a Szenegál folyó alföldjében.

### Vízrajz
Az ország legnagyobb folyója a déli határon a Szenegál. Ebbe északról, Mauritánia felől csak néhány időszakos patak folyik.
A magaslatok lábánál néha felszín közelébe kerül a talajvíz. Itt alakultak ki oázisok.

### Éghajlat
Éghajlata sivatagi, folyamatos a forróság.  Rendszeresek az aszályos időszakok. 
Északon forró és száraz az éghajlat, az éves csapadékmennyiség 100 mm, délen július és szeptember között esik némi eső, az éves csapadékmennyiség eléri a 600 mm-t. Az év többi szakában északkeleti szelek fújnak, az időjárás olyan, mint a Szaharában. Nouakchottban a januári középhőmérséklet 22 °C, a júliusi 28 °C. Az évi csapadékmennyiség 160 mm.

### Élővilág, természetvédelem

#### Növény és állatvilág
Az ország vegetációs zónáinak elhelyezkedését elsősorban a csapadékmennyiség határozza meg, amely délről észak felé fokozatosan csökken. A legdélebbi területek a Szenegál-folyó völgyében a Szudán földrajzi régióhoz tartoznak, itt a növényzetet elsősorban majomkenyérfák és palmira-pálmák alkotják. Északabbra a Száhel övezet húzódik, a ritkás szavanna uralkodó növényei a fafajták közül az akácia nemzetség tagjai, a cserjéknél a kutyatejfélék, a lágyszárúaknál pedig a kölesformák közé tartozó Cenchrus biflorus példányai. Az ország középső vidékén a csapadékmennyiség drasztikusan lecsökken és a szavanna átadja helyét a Szaharának. A sivatagban egyedül az időszakos vízfolyások völgyeiben, a vádikban található gyér növényzet. A tengerparti zóna különösen száraznak számít.
Az ország egykor gazellákból, struccokból, varacskosdisznókból, leopárdokból, hiénákból és krokodilokból álló gazdag szavannai állatvilága a gyarmati időszak óta töredékére csökkent. A vadállatállomány drasztikus veszteségében az élőhelyvesztés mellett közrejátszott a nagymértékű vadászat is, amelyet ma a hatóságok környezetvédelmi szabályok hozatalával igyekeznek visszaszorítani.
Az atlanti-óceáni tengerparton elhelyezkedő Banc d'Arguin Nemzeti Parkban számos vándorló madárfaj fészkel telente és a többek között teknősökből és delfinekből álló tengeri élővilág is gazdag. A természetvédelmi terület Mauritánia világörökségének része.

#### Nemzeti parkjai
- Banc d'Arguin Nemzeti Park (franciául: Parc National du Banc d'Arguin) - a tengerpart déli szakasza. Vándormadarak pihenőhelye. Természeti világörökség.
- Diawling Nemzeti Park - a Szenegál folyó deltája. Kiterjedt mocsárvilág. A malária veszélye miatt maradt emberektől érintetlen.

### Környezet
Mauritánia több afrikai országhoz hasonló környezeti problémákkal szembesül: elsivatagosodás, túllegeltetés, környezetszennyezés. A part menti vizekben jellemző a túlzott mennyiségű halfogás, ez évente több száz tonna kifogott halat jelent.

## Története

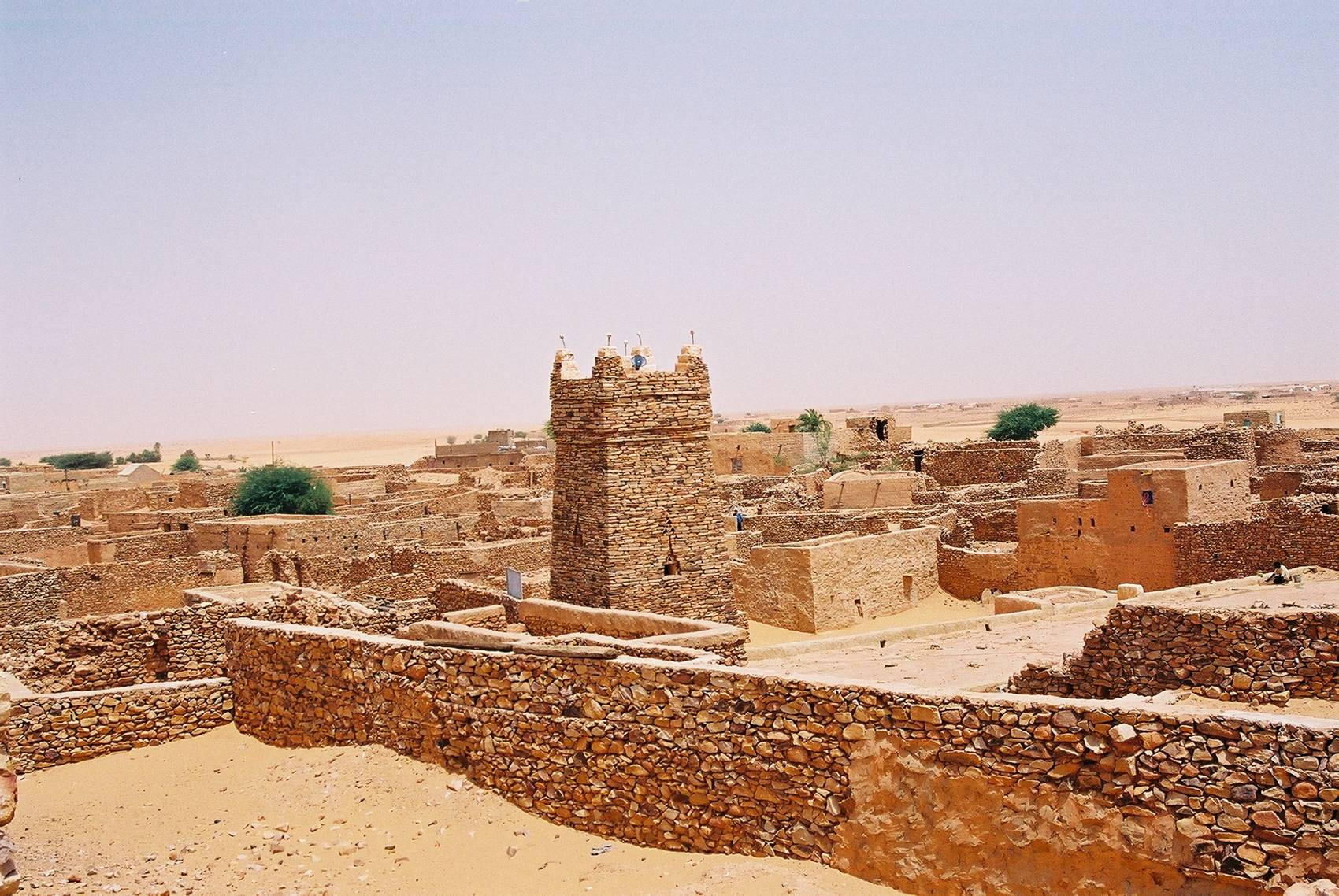
Chinguetti városa

A 11. század elején alapították a Mór Birodalmat. A birodalom a 12. században Ghánáig húzódott. Európában pedig Spanyolország jelentős része tartozott a birodalomhoz. Ez a birodalom 1147-ben omlott össze. A 15. század elején a nomád Kunta-arabok foglalták el a területet. A portugál hódítók a 15. század végén érkeztek a vidékre. Első támaszpontjukat 1543-ban alapították.
Ebben a században lett államvallás az iszlám.
A francia gyarmatosítók a 19. század végén tűntek fel Mauritániában. A franciák 1903-ban védnökséggé, 1904-ben Francia Nyugat-Afrika részévé, majd 1920-ban gyarmattá nyilvánították az országot. A Francia Közösség részeként 1958-ban autonóm köztársaság lett, majd 1960. november 28-án elnyerte függetlenségét. Ekkor lett Ould Daddah az „országatya” cím birtokosa. Az egykori Spanyol Szahara déli részét elfoglalta 1976-ban, három évvel később kivonult a területről a gerillatámadások miatt. A következő időszakban több kormányváltás is volt: Mustafa Ould Salek (1978-1979), Mohamed Mahmoud Ould Louly (1979-1980) és Mohamed Khouna Ould Haidalla (1980-1984). 1991 júliusában alkotmányt kapott az ország. 1992-ben pedig szabad parlamenti és elnökválasztás volt.
A franciák betiltották a rabszolgatartást és véget vetettek a nemzetségek közötti háborúknak. A gyarmati időszakban a lakosság nomád maradt, de sok letelepedett ember, köztük olyanok, akiknek elődeit évszázadokkal ezelőtt elűzték, települt be az országba. Amikor 1960-ban az ország elnyerte függetlenségét, a fővárost (Nouakchott) egy korábbi kicsi falu, Ksar helyén alapították. Ksar lakosságának 90%-a nomád volt. A függetlenség idején nagyszámú, a Szaharától eredetileg délre élő ember (haalpulaar, szoninke, volof népből) érkezett Mauritániába, a Szenegál folyó északi partvidékére. Mivel közülük sokan tudtak franciául és tájékozottak voltak a francia szokásokban, az újonnan érkezettek közül sokan lettek az új államban papok, katonák és tisztviselők. Ezek a tényezők, párosulva azzal, hogy a franciák elnyomták a mór északi vidékek legtovább ellenálló törzseit, megbontotta a régi hatalmi egyensúlyt és a déli lakosság és a mórok közti konfliktusok okává vált. Köztük áll a haratinok népes csoportja. Ők arabizált rabszolgák utódai, a mór társadalmon belül élnek, egyfajta alsó kasztként.
A mórok reakciója az volt a változásokra, hogy az arab nacionalizmus elterjedt az országban, egyre nagyobb lett a nyomás a nyelv és a jog, egyáltalán a mauritániai élet minden vonatkozásának arabizálására. Szakadás keletkezett a mórok között. Egyik fél szerint Mauritánia arab ország. Mások elismerik a nem mór népek domináns szerepét és különböző megoldásokat javasolnak az ország kulturális különbözőségeinek kiaknázására, de ezek egyikét sem tudták sikeresen alkalmazni. Az etnikai ellentétek 1989 áprilisában zavargásokká fajultak. Az etnikai feszültségek és a rabszolgaság érzékeny kérdése - a múltban és bizonyos vidékeken a jelenben is - az ország politikai vitáinak fő kérdései. Minden csoportban jelentős azok aránya, akik összetett, plurális társadalmat szeretnének.

### A 2005. augusztusi csendespuccs
2005. augusztus 3-án került sor az ʿAī Walad Muḥammad Fāl ezredes vezette katonai puccsra, amely véget vetett Maaouya Ould Sid'Ahmed Taya elnök 21 éven át tartó hatalmának. A katonák – köztük az elnöki testőrség néhány tagja – kihasználták, hogy az elnök éppen Fahd szaúdi király temetésén tartózkodott és távollétében irányításuk alá vonták a főváros, Nouakchott stratégiai pontjait. A puccs emberáldozat nélkül zajlott le. A puccsisták a Katonai Bizottság az Egyenlőségért és Demokráciáért (Conseil Militaire pour la Justice et la Démocratie, CMJD) nevet adták testületüknek. A tisztek az alábbi közleményt adták ki: A nemzetbiztonsági és fegyveres erők egyöntetű döntést hoztak arról, hogy véget vetnek a bukott rendszer elnyomó tevékenységének, amelytől népünk szenvedett az évek alatt.
Egy újabb közleményben Fál ezredest elnöknek és a nemzeti rendvédelmi erők vezetőjének nevezték. Fált sosem tekintették az elmozdított elnök szilárd szövetségesének, bár segédkezett a Tayát eredetileg hatalomra juttató puccsban, később pedig biztonsági főnökként is szolgált alatta. Rajta kívül tizenhat további katonatiszt lett a Bizottság tagja.
A nemzetközi közösség figyelme ellenére a puccs általánosan elfogadottá vált, miután a junta ígéretet tett választások kiírására két éven belül. A 2006. június 26-i népszavazáson a mauritániaiak túlnyomó többsége (97%) támogatta az új alkotmányt, amely korlátozta az elnöki hivatal viselésének idejét. A junta vezetője, Fál ezredes ígéretet tett a népszavazás iránti elkötelezettségére és a hatalomból való békés távozására vonatkozóan. Az ezredes vezetésének idején megalapozták a Mauritánia és Izrael közötti kapcsolatokat, bár az ellenzék széles körben bírálta ezért, mivel az Izrael-barátságot a Taya-rendszer örökségének tartotta, ami csak a Nyugat támogatásának megnyerését szolgálja.

### A 2006-os választások
2006. november 19-én és december 3-án valóban lezajlottak a parlamenti és helyhatósági választások, amelyen az ellenzék került hatalomra.

### A 2007-es elnökválasztás
2007. március 11-én tartották Mauritániában az első teljesen demokratikus elnökválasztást, amellyel véget ért a hatalom átvitele a 2005-ös puccs utáni katonai vezetés kezéből a civil kézbe. 1960-as függetlenedése óta ez volt az első alkalom, hogy Mauritániában több jelölt közül választottak elnököt. Végül Sidi Ould Cheikh Abdallahi győzött a szavazás második fordulójában, a második helyet pedig Ahmed Ould Daddah szerezte meg.

### A 2008. augusztusi puccs
2008. augusztus 6-án az elnöki testőrség parancsnoka átvette a hatalmat a nouakchotti elnöki palotában, egy nappal azt követően, hogy a kormányzó párt negyvennyolc képviselője lemondott az Abdallahi elnök politikája elleni tiltakozásképp. A katonaság körülvette a fő kormányzati létesítményeket, beleértve az állami televíziót is, miután az elnök menesztett magas rangú tiszteket, köztük az elnöki testőrség parancsnokát. Végül Yahya Ould Ahmed al-Wákif köztársasági és miniszterelnök és Muhammad Ould Irzízim belügyminiszter letartóztatta Abdallahit. A puccsot Muhammad Ould Abdelaziz tábornok, korábbi vezérkari főnök és az elnöki testőrség parancsnoka szervezte meg. Az elnöki szóvivő, Abdallahi Mamadouba bejelentette, hogy katonatisztek letartóztatták az elnököt, a miniszterelnököt, valamint a belügyminisztert, és a fővárosi elnöki palotában tartják fogva őket. Miközben sikeres és vérmentes puccsnak tűnt, az elmozdított Abdallahi elnök lánya, Amal Mint as-Saykh Abdallahi azt mondta, hogy „az elnöki biztonsági osztag (BASEP) emberei az otthonunkhoz jöttek és elvitték az apámat."
A 2009. július 18-án tartott elnökválasztáson a katonai puccsot elindító Mohamed Ould Abdel Aziz a szavazatok 52,6%-ával a hivatalos győztes.

## Államszervezet és közigazgatás

### Alkotmány, államforma

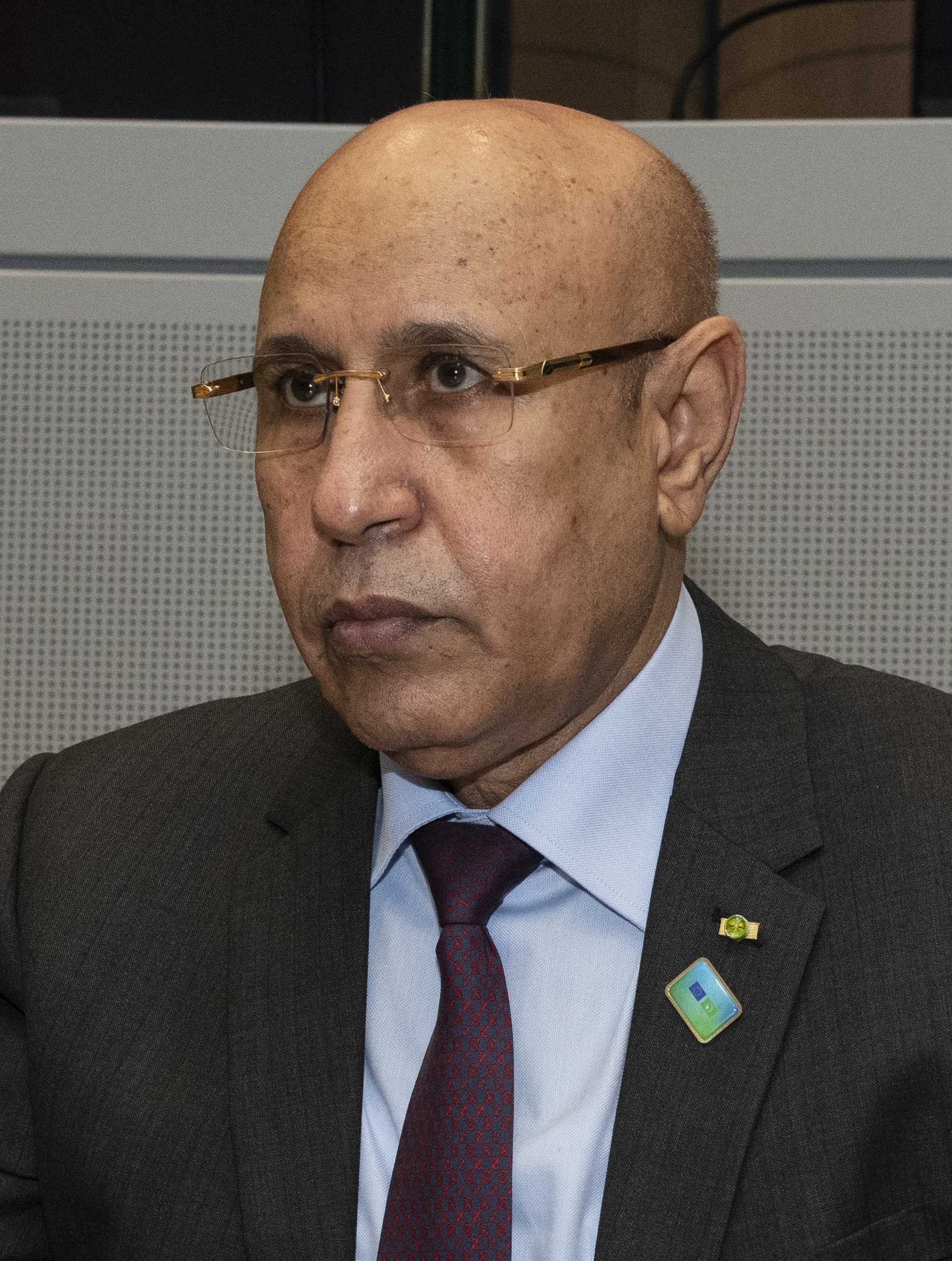
Mohamed Ould Ghazouani, az ország elnöke (2022-ben)

Az ország félelnöki iszlám köztársaság. 2020 táján a parlament egyetlen kamarából, a Nemzetgyűlésből áll.

### Közigazgatási beosztás
Az országot 12 régió és a főváros alkotja:
| Mauritánia régiói | 1. Adrar 2. Assaba 3. Brakna 4. Dakhlet Nouadhibou 5. Gorgol 6. Guidimaka 7. Hodh Ech Chargui 8. Hodh El Gharbi 9. Inchiri 10. Nouakchott 11. Tagant 12. Tiris Zemmour 13. Trarza |

### Védelmi rendszer
A hadseregbe való belépés önkéntes, amihez a 18 éves kor betöltése szükséges.

### Terrorizmus
Az Iszlám Maghreb-i Al-Kaida (AQIM) 2005 és 2011 között számos támadást indított Mauritániában, külföldi turistákat és segélyszervezetek munkásait meggyilkolva, diplomáciai és kormányzati létesítményeket, valamint mauritániai katonákat és csendőröket támadva. A terrorizmus elleni sikeres stratégia, amely a terroristákkal folytatott párbeszédet és a katonai akciókat ötvözi, 2011 óta megakadályozza az országban a további terrortámadásokat. Az AQIM és hasonló csoportok azonban továbbra is aktívak a szomszédos Maliban és a Száhel-övezet más területein, és továbbra is veszélyt jelentenek a mauritániaiakra és a külföldi látogatókra.

## Népesség

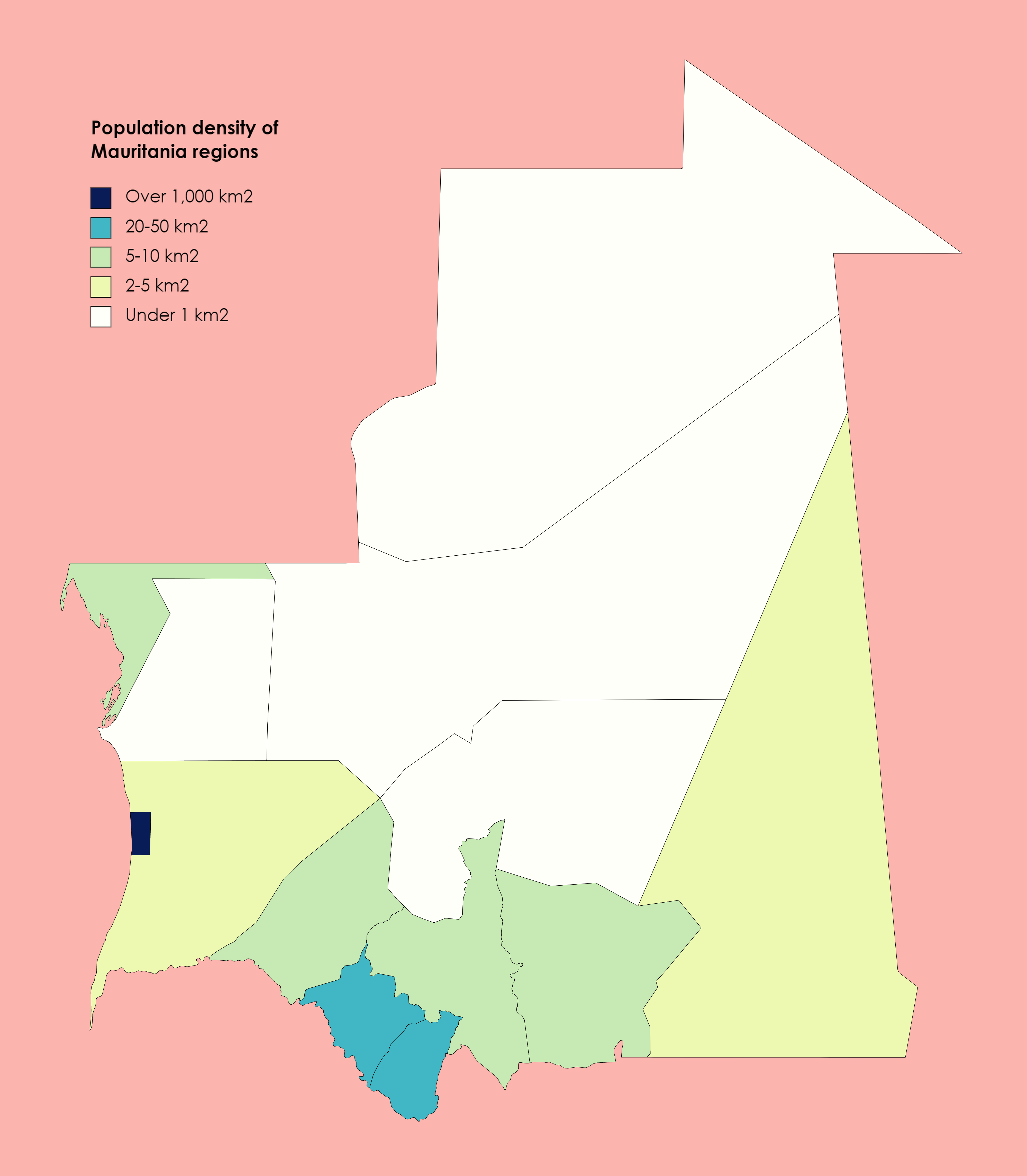
Mauritánia népsűrűsége 2013-ban

### Általános adatok
A születéskor várható élettartam: férfiak 62, a nők 67 év. A népességnövekedés 2,09%-os. Városokban él a népesség 55%-a. (2020-as becslések)
A lakosság 4/5-e - a sivatag miatt - az ország 15%-án van összezsúfolódva.

### Népességének változása
| Lakosok száma | 858 316 | 1 021 972 | 1 217 914 | 1 490 842 | 1 767 099 | 2 081 380 | 2 475 726 | 3 055 425 | 3 609 420 | 4 736 139 |
|               | 1960    | 1966      | 1972      | 1979      | 1985      | 1991      | 1997      | 2004      | 2010      | 2022      |

### Etnikai, nyelvi, vallási megoszlás
Az ország lakossága 3,6 millió fő (2015 júl.), melynek 52%-át a berberek és arabok keveredéséből származó fehér mórok, 30%-át a negrid jelleget mutató fekete mórok alkotják. További etnikumok: a lakosság 7%-a volof, 5%-a tukulör, 3%-a szoninke, 1%-a fulbe, további 2%-a pedig arab. Kb. 5000 európai él az országban.
Hivatalos nyelv az arab. A mauritániai beszélt arab jelentősen eltér a hivatalos iratokban vagy a médiában használt modern arab nyelvtől; a sok berber szót magában foglaló mauritániai nyelvjárás neve hasszanija.
A vallást tekintve a lakosság közel 100%-a muszlim (szunnita), nagyon kis hányada keresztény.

### Írástudás
A 15 év feletti lakosság ennyi százaléka tud írni és olvasni. (2017-es becslés)
- Teljes lakosság: 53,5%
- Férfiak: 63,7%
- Nők: 43,4%

## Gazdaság

### Általános adatok
Az állam bevételének legfőbb tétele a vas- és rézbányászatból és -kivitelből származik. A legjelentősebb ásványkincs a zouerate-i bányában kitermelt vasérc. A hideg Kanári-tengeráramlás kedvező feltételeket nyújt a halászatnak. A legkevésbé fejlett országok egyike, jelentős élelmiszer-behozatalra és külföldi segélyekre szorul. A felnőtt lakosság körülbelül fele a mezőgazdaságban dolgozik, például háztáji állattartással foglalkozik.
A tengerpart menti vizek gazdag halállománnyal rendelkeznek; halászatból a nemzeti össztermék 15%-a származik.
Néhány adat:
- Hazai össztermék (GDP)/fő: 1700 USA dollár (2002)
- Munkanélküliség: 21%
- Munkaerő: 786 000 fő
- Infláció: 3% (2002)
- A nemzeti össztermék (GNP) megoszlása:

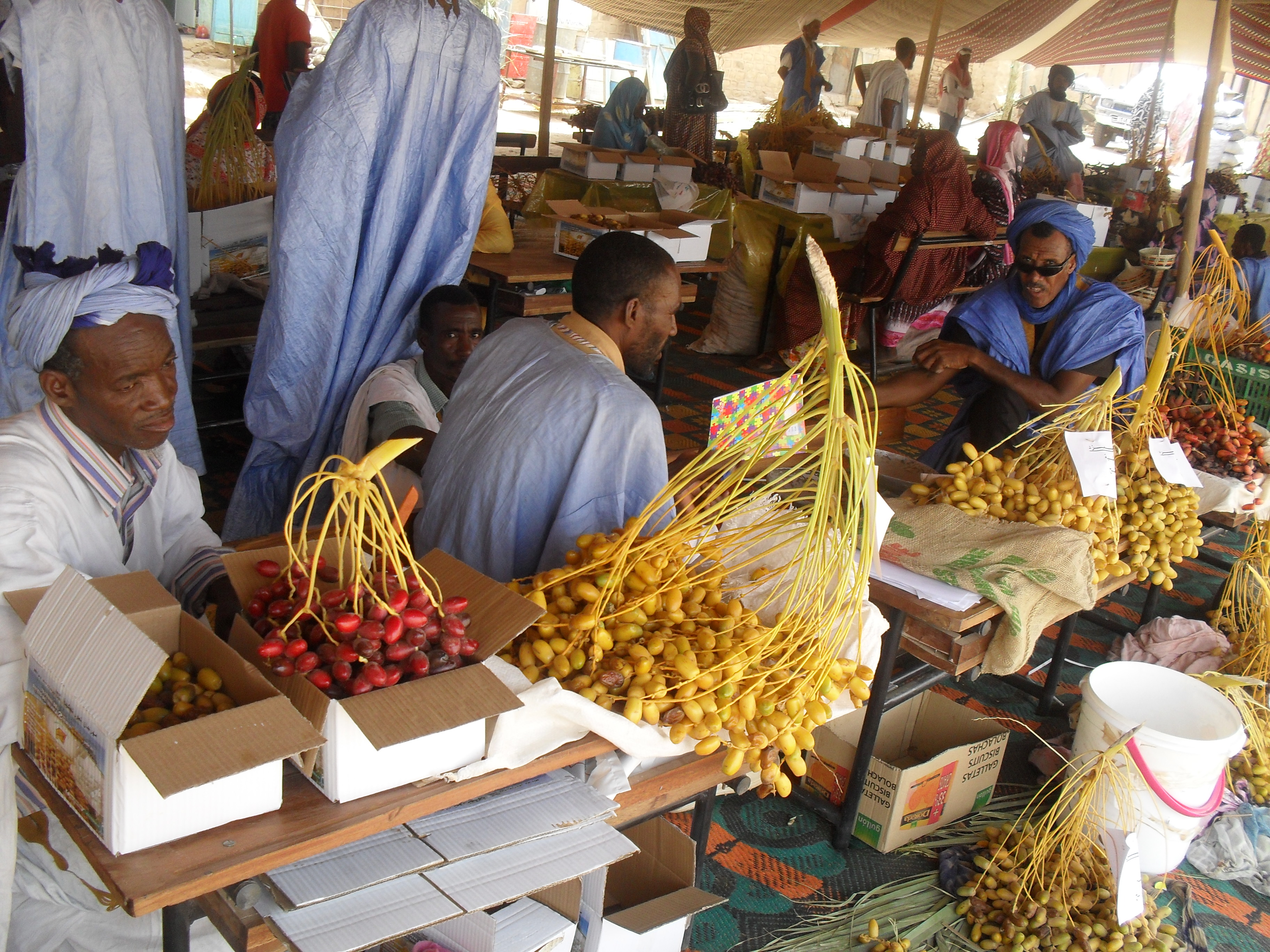
Datolya eladásra Tidjikja piacán

  - mezőgazdaság 19%, ipar 30%
  - szolgáltatások 51%

### Gazdasági ágazatok

#### Mezőgazdaság
A mezőgazdaság a Szenegál folyó alföldjén (kukorica, rizs) összpontosul, illetve az oázisokra (datolya, köles, zöldség) korlátozódik. Szűkös megélhetést nyújt a nomád pásztorkodás. Az ország 0,4%-a művelhető föld, 38%-án pásztorkodnak. Az öntözött terület nagysága 450 km².

#### Ipar
Ipara fejletlen, a kézművességen túl csak néhány üzeme van.
A halfeldolgozás, olajkitermelés és a bányászat (vasérc, arany, réz stb.) számottevő. Legfontosabb terméke a vasérc, a külfejtéssel elérhető magnetit- és hematitkészlet. Adzsuzstnél rézérc kitermelés folyik. További kitermelés: gipsz, kősó, foszfát, kevés földgáz. A kilencvenes években a parttól 80 km-re olajat találtak, de csak a legutóbbi időben kezdtek bele a kitermelésbe.

#### Kereskedelem
Az ország élelmiszer behozatalra és külföldi segélyekre szorul.
Külkereskedelme 2017-ben:
- Exporttermékek: vasérc, hal és haltermékek, háziállatok, arany, réz, nyersolaj
- Főbb exportpartnerek: Kína 31,2%, Svájc 14,4%, Spanyolország 10,1%, Németország 8,2%, Japán 8,1%.
- Importáruk: gépek és eszközök, vegyipari termékek, berendezések, élelmiszer, fogyasztási cikkek
- Főbb importpartnerek: Belgium 11,5%, Egyesült Arab Emírségek 11,3%, USA 9,2%, Kína 7,5%, Franciaország 7,4%, Hollandia 6,1%,  Marokkó 6%, Szlovénia 4,8%,  Vanuatu 4,7%, Spanyolország 4,7%

#### Az országra jellemző egyéb ágazatok
Elektromos áram csak a lakosság 42%-a számára érhető el.
Az elektromos áram előállításának módja:
- 65% fosszilis üzemanyag elégetése
- 15% vízi erőmű
- 20% megújuló források

#### Kommunikáció
Az országban a vezetékes telefonhálózat fejletlen; három nagy mobilszolgáltató van jelen, amik monopolhelyzetben vannak. A szolgáltatók 3G lefedettséget biztosítanak, és viszonylag alacsony átviteli sebességet nyújtanak.
2016-os becslés szerint a lakosság 18%-a rendelkezik internet hozzáféréssel.

## Közlekedés
Az ország közlekedésére jellemző, hogy mivel a terület jelentős része a Szaharában fekszik, ezért ott nincsenek épített utak. A fő közlekedési vonalak az ország nyugati, tengerparti sávjában összpontosulnak.

### Vasúti közlekedés
Az országban 728 km-nyi vasúthálózat van, melyeken főleg a nyersanyagok szállítását végzik. A vasút Mine városától Nouadhibouig húzódik. A vonat nagyon lassú és megviseli az embert. A vasútvonal nem biztonságos, mert a homok rátelepszik a sínekre, és ez balesetet okoz.
A sivatagi vonat: az ország déli bányáit egy egyvágányos vasútvonal köti össze az Atlanti-óceánnal, a Szaharán keresztül. Szinte kizárólag Mauritánia legnagyobb kincsét, vasércet szállít. Időnként néhány személyvagont kapcsolnak rá. A vonalat egy állami társaság üzemelteti. Az utazás 16-18 órán át tart.

### Közúti közlekedés
Az úthálózat hossza 12 253 km, ebből 3988 km szilárd burkolatú. (2018-as becslés)

### Légi és vízi közlekedés
Az országban 5 kikötő található és 30 repülőtér, melyből három repülőtér nemzetközi forgalmat is lebonyolít: Nouakchott, Nouadhibou, Atár. Nagyobb kikötők:  Nouadhibou, Nouakchott. A Szenegál folyó részben hajózható.

## Telekommunikáció
| Hívójel prefix | 5T |
| ITU zóna       | 46 |
| CQ zóna        | 35 |

## Kultúra

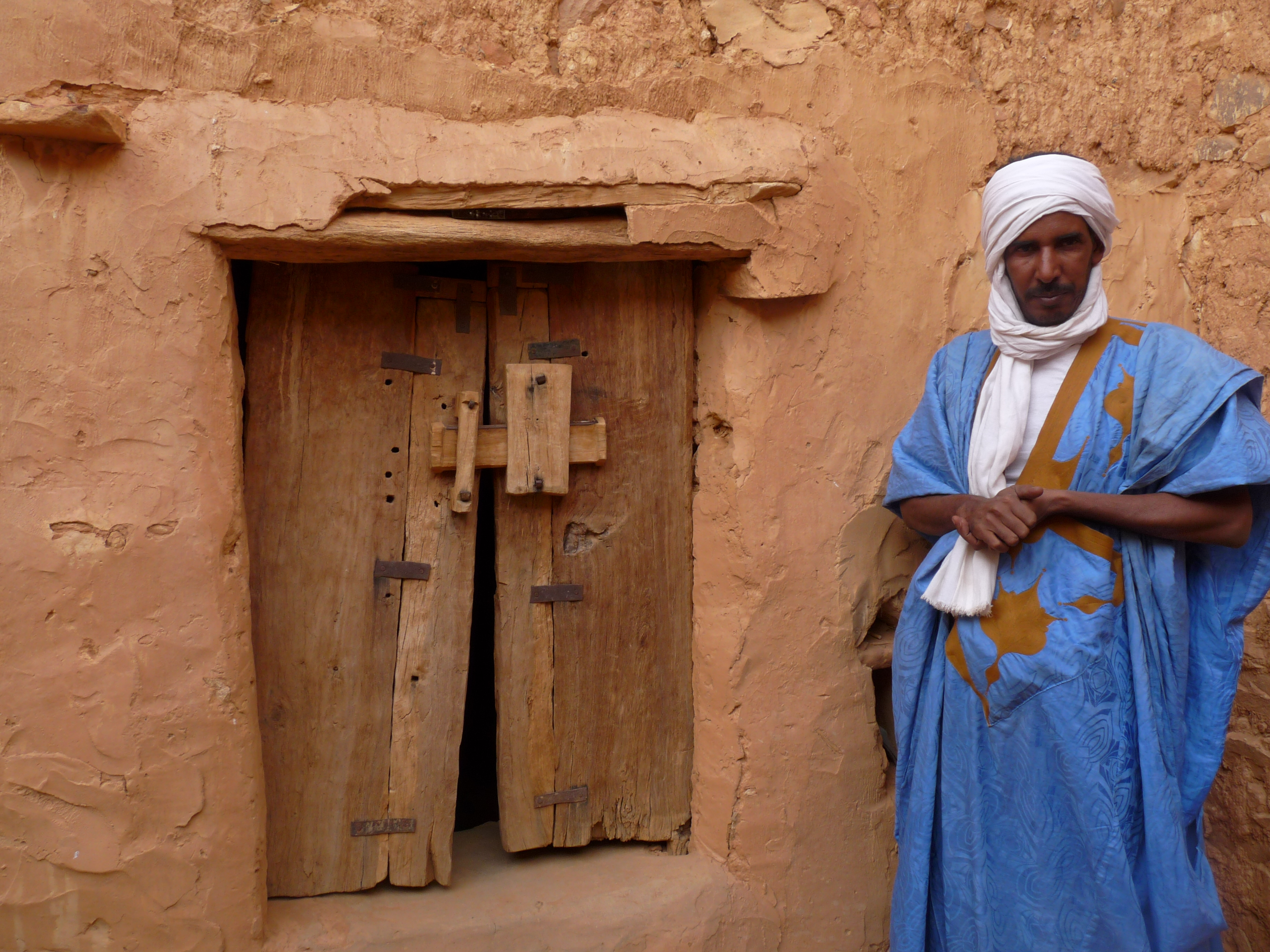
Egy férfi a hagyományos öltözetben

### Oktatási rendszer
Az ország egyetlen egyeteme Nouakchottban van.

### Kulturális intézmények

#### Kulturális világörökség
Mauritánia területéről eddig két helyszín került fel a világörökség listára:
- Banc d'Arguin Nemzeti Park (1989)
- Vádáne, Síngít, Tísít és Valáta ősi „Ksour”-ja (erődítménye) (1996)

### Művészetek
Nagy hagyományai vannak az ezüstművességnek és bőrművességnek.

### Hagyományok, néprajz
Zenei hagyományai nagyrészt arab befolyást tükröznek, de a déli határ menti területeken jelentős a volof, tukulor és bambara hatás is.

### Gasztronómia
A mór „sivatagi konyha” nem túl változatos, alapanyagai: rizs, birka, kecske, teve, szárított hal. A marokkóihoz vagy az algériaihoz hasonló kuszkusz igen ízletes.
A déli határ mentén a szenegáli hatás érvényesül, itt gyakran megtalálható a szenegáli maffé (=mogyorót használó ragu).
Üdítőitalokat és palackozott vizet mindenhol felszolgálnak. Alkohol csak bizonyos szállodákban és éttermekben található meg Nouakchottban és Nouádhibou-ban.

### Média
10 tévéállomás van, ebből 5 állami tulajdonban lévő és 5 magán; 2017 októberében a kormány felfüggesztette az összes privát tévéadót a műsorszolgáltatási díjak nem fizetése miatt; 2018 áprilisától csak egy privát tévécsatorna sugárzott, az Al Mourabitoune, a mauritániai iszlamista párt, Tewassoul hivatalos tévéje; a többi állomás fizetési lehetőségekről tárgyal a kormánnyal, és remélik, hogy hamarosan visszatérnek az éterbe; 18 rádiós műsorszolgáltató van, ebből 15 kormányzati tulajdonú, 3 (Radio Nouakchott Libre, Radio Tenwir, Radio Kobeni) privát; mind a 3 privát rádióállomás Nouakchottból sugároz; a 15 kormányzati állomás közül 3  sugároz Nouakchottból (Radio Mauritanie, Radio Jeunesse, Korán Rádió), a másik 12 pedig Nouakchotton kívüli 12 régió mindegyikéből; A Jeunesse és a Korán rádiót is újra sugározzák a régiók (2019).

## Turizmus

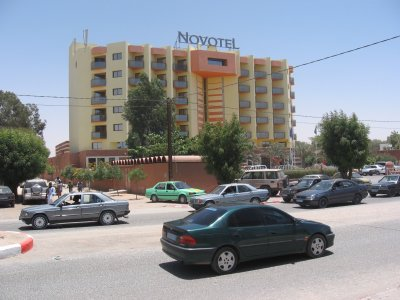
A Novotel épülete a fővárosban

Az országba való belépéshez vízum szükséges (kivéve az Arab Liga és néhány más, afrikai országból érkezőket).
Az ország meglátogatására a legalkalmasabb időszak novembertől márciusig tart, ilyenkor a nappali középhőmérséklet 20-25 °C. Éjszaka a levegő erősen lehűl, különösen a sivatagban.
Az ország tengerpartja természetes állapotában látható, nincsenek csiricsáré fürdőhelyek és strandok, mivel a terület nagyrészt a Parc National du Banc d'Arguin természetvédelmi parkhoz tartozik.
Az üzletek többsége hétfőtől péntekig nyitva tart, de az iszlám hagyományok miatt a péntek „ima nap”-nak számít, ilyenkor több üzlet délután hosszabb időre bezár. Egyes üzletek minden nap nyitva vannak.
Tilos az országba alkoholos italt bevinni.

### Látnivalók
- Parc National du Banc d'Arguin természetvédelmi park -  elsősorban a madárvilág megfigyelésére alkalmas
- Adrar - itt találhatók szaharai ősi városok, mint Chinguetti és Ouadáne, továbbá hatalmas homokdűnék és oázisok. Tevelegés a sivatagba és hőlégballonon végzett kirándulás bérelhető.

## Ünnepek
- január 1. - újév napja
- február 26. - a nemzeti egyesülés napja
- május 1. - a munka ünnepe
- május 25. - afrikai felszabadulási nap
- július 10. - a hadsereg napja
- november 28. - a függetlenség napja
- december 12. - az 1984-es puccs napja